# Authou
Authou är en kommun i departementet Eure i regionen Normandie i norra Frankrike. Kommunen ligger i kantonen Montfort-sur-Risle som tillhör arrondissementet Bernay. År 2022 hade Authou 333 invånare.

## Befolkningsutveckling
Antalet invånare i kommunen Authou
Referens:INSEE